# Louise Cottin
Pour les articles homonymes, voir Cottin.
Louise Cottin née le 22 décembre 1907 à Philippeville (Algérie) et morte le 21 mai 1974 à Lyon est une peintre française.

## Biographie
Née en Algérie d'une famille lyonnaise, Louise Cottin est élève de Fernand Sabatté à l'École nationale supérieure des beaux-arts de Paris et est lauréate d'un premier second prix de Rome en 1934 avec Ulysse chez la nymphe Calypso.
Le musée Louise Cottin au château d'Hattonchâtel de Vigneulles-lès-Hattonchâtel conserve une partie de ses œuvres car elle y résida un temps.
Elle décède à son domicile du 6e arrondissement de Lyon le 21 mai 1974.

## Œuvres dans les collections publiques
- Clermont-Ferrand, lycée Massillon : décoration de la salle des fêtes représentant les principaux monuments de la région[4].
- Larajasse, église de L’Aubépin : La Vie du bienheureux Jean-Pierre Néel, missionnaire martyrisé en Chine, 1938, peinture murale[5].
- Lyon, église Saint-Jacques : La Vie de saint Jacques le Majeur, vers 1936, peinture murale[6],[7].
- Vigneulles-lès-Hattonchâtel, musée Louise-Cottin.